# Otto Larsson
Otto Hjalmar Larsson, Otto Hj. Larsson, född 24 juni 1887 i Backa församling, Göteborgs och Bohus län, död 18 juni 1976 i Göteborg, var en svensk trädgårdsmästare.
Larsson, som var son till lantbrukare Johan Larsson och Frida Jansson, studerade vid olika handelsträdgårdar 1905–1910. Han var direktör och ägare av O. Hj. Larsson handelsträdgård i Mölndal 1916–1964. Han var ledamot av taxeringsnämnden 1920–1943.